# Tjärnheden
Tjärnheden är en småort i Nedre Ulleruds distrikt (Nedre Ulleruds socken) i Forshaga kommun. Orten ligger alldeles norr om tätorten Deje, cirka 200 meter från bostadsområdet Mon i Deje (är därför nästan en del av Deje).

## Befolkningsutveckling
| Befolkningsutvecklingen i Tjärnheden 1990–2015                                                                                                 | Befolkningsutvecklingen i Tjärnheden 1990–2015 | Befolkningsutvecklingen i Tjärnheden 1990–2015 | Befolkningsutvecklingen i Tjärnheden 1990–2015 | Befolkningsutvecklingen i Tjärnheden 1990–2015 |
| --- | ---------------------------------------------- | ---------------------------------------------- | ---------------------------------------------- | ---------------------------------------------- |
| |                                                |                                                |                                                |                                                |
| År |                                                |                                                | Folkmängd                                      | Areal (ha)                                     |
| 1990 | 1990                                           |                                                | 68                                             | 6#                                             |
| 1995 | 1995                                           |                                                | 195                                            | 20#                                            |
| 2000 | 2000                                           |                                                | 255                                            | 21                                             |
| 2005 | 2005                                           |                                                | 208                                            | 21                                             |
| 2010 | 2010                                           |                                                | 197                                            | 21**                                           |
| 2010 | 2010                                           |                                                | 115                                            | 5#                                             |
| Anm.: Ny tätort 2000, upphörde som tätort 2010 på grund av minskande befolkning.. ** Som upphörd tätort (mindre än 200 invånare) # Som småort. |                                                |                                                |                                                |                                                |

Tjärnheden har varierat i yta och därmed befolkning under åren. År 1990 definierades den som en småort i den västra delen av området, till revideringen 1995 hade orten blivit betydligt större och omfattade då hela området. Samma yta hade orten sen som tätort år 2000-2010. Sedan 2010 är området en småort i den östra delen av den tidigare tätorten. Småortskoden var 1990 och 1995 S5913.